# Vincenc Procházka
Vincenc Procházka (2. ledna 1854 Místek – 3. ledna 1940 Místek) byl český a československý politik a meziválečný senátor Národního shromáždění ČSR za Československou stranu lidovou.

## Biografie
Vyučil se sklenářem a v 19. století byl v Místku jedním z hlavních veřejných činitelů, organizátorů veřejného života a reprezentantů etnicky české části zdejšího obyvatelstva. V roce 1886 spoluzaložil Národní záložnu v Místku. V roce 1894 oslovil Ústřední matici školskou s přáním zřídit v Místku první českou střední školu. Kvůli nedostatku peněz ovšem Ústřední matice doporučila školu provozovat z prostředků získaných založením samostatné lokální matice, což se pak skutečně stalo. Inicioval také výstavbu Národního domu jako centra českého života ve městě. V roce 1894 byl zvolen do obecního zastupitelstva. Po říjnu 1918 byl jmenován vládním komisařem v Místku a v letech 1927–1932 byl starostou města. V roce 1933 byl jmenován čestným občanem. Jeho syn Karel Procházka pak ve 30. a 40. letech pokračoval v jeho práci, za války byl v protinacistickém odboji a prošel nacistickým vězením.
Po parlamentních volbách v roce 1920 získal senátorské křeslo v Národním shromáždění. Mandát ale nabyl až dodatečně roku 1924 jako náhradník poté, co zemřel senátor Josef Kadlčák. Povoláním byl sklenářem v Místku.
Zemřel v lednu 1940. Pohřben byl na místeckém hřbitově za velké účasti veřejnosti.